# Symfonie nr. 8 (Hartmann)
Karl Amadeus Hartmann voltooide zijn Symfonie nr. 8 in 1962.
Deze nummer 8 zou zijn laatste blijken te zijn; hij overleed in 1963. De symfonie kent slechts twee delen
1. Cantilene
2. Dithyrambe: Scherzo – Fuga

Hartmann probeerde zijn pogingen om emotie en componeermodellen in balans te houden te vervolmaken. Keek hij daarbij eerder naar Johann Sebastian Bach, nu was Gustav Mahler aan de beurt. Er is in deel 1 van Hartmann achtste een passage die luistert als een passage uit de Symfonie nr. 10 van Mahler, die het niet voltooid kreeg (het zogenaamde doodsakkoord). 
Het werk werd geschreven in opdracht van de Westdeutscher Rundfunk. De première werd dan ook gegeven door hun vaste orkest WDR Sinfonieorchester, destijds Kölner Rundfunk Sinfonie-Orkester geheten; dirigent op 25 januari 1963 de befaamde Rafael Kubelik. Kubelik zou het ook elders op de lessenaars zetten. Andere dirigenten die het leidden waren bijvoorbeeld Bruno Maderna (1964) en Ingo Metzmacher; die laatste was toch al een promotor van werken van Hartmann. Opvallend in de reeks uitvoeringen is dat het werk al binnen een aantal maanden te horen was in het Concertgebouw in Amsterdam. Het Concertgebouworkest deed er meestal jaren over om een werk van Hartmann uit te voeren. De achtste symfonie kreeg al op 8 juni 1963 (dus vlak na de première) een uitvoering onder leiding van Ernest Bour, maar dan wel in het kader van een concert ten behoeve van het ISCM. Andere werken op de lessenaar waren Ombres van Ton de Leeuw, Les symphonies de timbres van Roman Haubenstock-Ramati en Vier liederen opus 22 van Arnold Schönberg. Een jaar later gaf Eugen Jochum vier keer leiding aan dat orkest bij uitvoeringen. Ingo Metzmacher was ook een keer te vinden met dit werk in het Concertgebouw; op 30 maart 2013 gaf hij leiding aan het Radio Filharmonisch Orkest; opnamen van die uitvoering vonden hun weg naar platenlabel Challenge Records.   
Orkestratie:
- 3 dwarsfluiten (III ook piccolo), 3 hobo’s (III ook althobo), 3 klarinetten (III ook basklarinet), 3 fagotten (III ook contrafagot)
- 4 hoorns, 3 trompetten, 3 trombones, 1 tuba
- 6 man/vrouw percussie, 2 harpen, celesta, piano
- violen, altviolen, celli, contrabassen